# Katarzyna Kultys-Jabłońska
Katarzyna Kultys-Jabłońska (ur. 4 maja 1975 w Raciborzu) – coach, kulturoznawca, wydawca i producentka.
Wyprodukowała ponad sto sesji zdjęciowych z topowymi modelkami i gwiazdami show-biznesu, takimi jak Anja Rubik, Kasia Struss, Magdalena Mielcarz, Kamila Szczawińska, Edyta Górniak, Kayah, Justyna Steczkowska czy Aneta Kręglicka.

## Życiorys

### Wykształcenie
W 1999 ukończyła studia na kierunku „zarządzanie i marketing” Górnośląska Wyższa Szkoła Handlowa w Katowicach.
W 2012 ukończyła kursy CFC i PCD w Noble Manhattan Coaching London oraz IBD Business School w Warszawie. W latach 2013–2016 studiowała „International Program for Gestalt in Organization” w Instytucie Gestalt w Krakowie. W 2018 ukończyła studia drugiego stopnia SWPS na Wydziale Nauk Humanistycznych i Społecznych na kierunku, kulturoznawstwo specjalności MAP (menedżer, agent, producent).

### Kariera
Założycielka „Fashion Magazine”, pierwszego w Polsce profesjonalnego magazynu o modzie i pomysłodawczyni nagród „Fashion F-ki”, wręczanych przez czytelników magazynu najlepiej ubranym Polakom.
Organizatorka konkursu „Oskary Fashion” tworzonego dla młodych projektantów, fotografów i modelek, którego główną ideą była promocja młodych talentów w dziedzinie mody.